# Meditação (prosa)
Meditação é uma prosa de Gonçalves Dias, escrita em 1846, em que o autor faz uma crítica ao Brasil tendo em vista tudo que neste país era exaltado, isto na forma de um diálogo entre um velho e um jovem, cada qual personificando, respectivamente, a crítica e a exaltação.
Neste fragmento, Dias se adianta nas questões do patriotismo e do abolicionismo que só seriam tratadas com mais profundidade e relevância algumas décadas mais tarde.
- Artigo sobre a Meditação
- Um trecho da Meditação